# Necromys urichi
Necromys urichi är en art i familjen hamsterartade gnagare som förekommer i norra Sydamerika. Arten listades ursprungligen i släktet fältmöss (Akodon). Den flyttades senare till ett annat släkte som antingen heter Necromys eller Bolomys, beroende på taxonomi.

## Utbredning
Denna gnagare förekommer i kulliga områden och bergstrakter i Colombia och norra Venezuela samt i liknande regioner i södra Venezuela. Den hittas även i Trinidad och Tobago. Utbredningsområdet ligger 240 till 2230 meter över havet. Habitatet utgörs främst av fuktiga städsegröna skogar. Ibland besöks angränsande landskap, som återskapade skogar.

## Utseende
Arten når en kroppslängd (huvud och bål) av 10,7 till 14,1 cm, en svanslängd av 6,9 till 10,2 cm och en vikt av 30 till 61 g. Bakfötterna är 2,2 till 2,9 cm långa och öronen är 1,6 till 1,9 cm stora. Ovansidan är täckt av kastanjebrun päls med flera svarta hår inblandade. Undersidans hår är mörka nära roten, gulaktiga i mitten och ljusgråa vid spetsen. På hakan och strupen samt vid ljumsken är pälsen nästan helt grå. Kring varje öga finns en smal ljusare ring. På den mörka svansen förekommer korta bara på främre delen. Necromys urichi har en diploid kromosomuppsättning med 18 kromosomer (2n=18) vad som skiljer den från andra släktmedlemmar.

## Ekologi
Necromys urichi går främst på marken och den kan vara aktiv under alla dagstider. Födan utgörs av suckulenter samt av frön. Honan kan para sig hela året men de flesta ungar föds vid början av regntiden (maj/juni). Per kull föds ungefär fem ungar. De blir i genomsnitt könsmogna efter 2,7 månader.

## Status
I några delar av utbredningsområdet (främst Colombia) hotas beståndet av skogsavverkningar. I andra områden etablerades nationalparker. IUCN listar hela arten som livskraftig (LC).